# Zec de la Rivière-Sainte-Marguerite
Pour les articles homonymes, voir Sainte-Marguerite et Rivière Sainte-Marguerite (homonymie).
La zec de la Rivière-Sainte-Marguerite est une zone d'exploitation contrôlée (zec) située dans le territoire non organisé du Mont-Valin, dans la municipalité régionale de comté (MRC) de Le Fjord-du-Saguenay, dans la région administrative du Saguenay–Lac-Saint-Jean, au Québec, au Canada.

## Géographie
Longue de 184,4 km, la zec est la deuxième plus longue zec de rivière à saumon du Québec, soit après la zec de la Rivière-Bonaventure.
Zec couvrant trois rivières
La "zec de la Rivière-Sainte-Marguerite" est une zec de rivière à saumon aménagée sur le parcours de trois rivières :
- la Rivière Sainte-Marguerite Nord-Est qui coule dans le sens nord-sud entre les territoires de la zec Nordique (à l'est) et la zec Chauvin (à l'ouest). Cette rivière se déverse dans la rivière Sainte-Marguerite à 2,4 km de l'embouchure de cette dernière.
- la Rivière Bras des Murailles (Saguenay) (affluent de la rivière Sainte-Marguerite).
- la rivière Sainte-Marguerite, soit la rivière principale. La rivière Sainte-Marguerite sert de limite sud à la zec Chauvin[1].

La route 172 reliant Tadoussac à Saguenay longe sur 55 km la rivière Sainte-Marguerite, soit jusqu'à la Montagne du Chapeau (250 m), desservant les secteurs 1 à 4 de la zec. À partir de cette montagne, il est possible de remonter cette rivière
Rivière Sainte-Marguerite
Longue de 100 km, la rivière Sainte-Marguerite prend sa source du lac Saint-Marguerite (altitude de 678 m) et de divers plan d'eau à l'ouest du Mont-Valin (785 m), dans la zec Martin-Valin. Elle coule à priori vers le nord-ouest sur quelques kilomètres, avant de bifurquer en direction sud-ouest sur 15 km. Puis la rivière bifurque vers le sud-est pour un parcours de 60 km presque en parallèle à la rivière Saguenay. En fin de parcours, la rivière bifurque vers le sud-ouest pour un dernier 2,4 km jusqu'à son embouchure où elle se déverse dans la Baie Sainte-Marguerite de la rive-nord de la rivière Saguenay. L'entrée de cette baie (de 2,7 km de long et 1,3 km de largeur maximale) est à 25 km (par la rivière) en aval de la traverse de Tadoussac.
La principale rivière affluente est la rivière Sainte-Marguerite Nord-Est, la rivière Valin et la rivière Bras des Murailles (Saguenay). Les principaux ruisseaux affluents de la rivière Sainte-Marguerite sont : Barre, Épiphanie, Épinette et de la Cage.
Le parcours de la rivière Sainte-Marguerite traverse plusieurs rapides, notamment (à partir du niveau supérieur de la rivière) :
- « Le Rapide Vert », situé à 2,7 km au nord-ouest de la « Montagne Brulée » (404 m) ;
- « Le Grand rapide », situé au nord-ouest de la Montagne de Bardsville (337 m) ; en face, du côté nord de la rivière, le Mont Arthur-Leblanc domine le secteur à 465 m ;
- « Rapide de la Montagne », situé à environ 4 km au nord-est de la Montagne du Bras Morin (493 m).

Bureau administratif de la zec
Le bureau administratif de la zec, situé au 160, rue Principale, Sacré-Cœur, délivre aux utilisateurs de la zec les droits d'accès, permis de pêche au saumon, location de bottes, cannes, mouches, hébergement, camping sauvage, règlements, etc. Les préposés donnent aussi d'autres renseignements et prodiguent des conseils notamment sur les secteurs, les meilleures fosses de pêche, le choix des mouches et la montaison de saumons et truites. La municipalité de Sacré-Cœur est située à 22,5 km en voitures de Tadoussac par la route 172. La rivière Sainte-Marguerite est à dix kilomètres de Sacré-Cœur, en direction de Saguenay.
Hébergement
Quatre types d'hébergement se pratiquent dans la zec : camping sauvage sur le bord de la rivière, la tente prospecteur, le camp rustique ou en chalet. Les chalets sont: Bardsville (fosse 38), Bras d'Alain (fosse 23) et Murailles (fosse 16). Les camps sont: Onézime (rustique) (fosses 65 à 69), Saint-Germain (rustique) (fosses 70 à 74) et Dampool (rustique) (fosses 75 à 79). Les tentes prospecteur sont disponibles au Bras d'Alain.

## Pêche
La rivière Sainte-Marguerite est divisée en plusieurs secteurs dont certains sont contingentés (limite du nombre de pêcheurs) et d'autres non contingentés (nombre de pêcheurs illimités). Règle générale, la zec a des places de disponibles sans réservation à l'avance. Chaque secteur de pêche et les fosses sont définis ; ils sont aussi bien identifiés. La pêche à gué se pratique pour la majorité des fosses compte tenu du peu de profondeur de l'eau ; toutefois, quelques-unes requièrent l'usage d'un canot (sans moteur).
Entre le 1er juin et le 15 septembre, chaque pêcheur doit détenir un des trois types de permis de pêche au saumon soient: remise à l'eau, un jour ou annuel. Pour cette période, la détention d'un permis pour les "autres espèces" n'est pas requis. Seulement la pêche à la mouche est autorisée dans les rivières à saumon. La rotation des pêcheurs est requise pour chaque fosse. Chaque pêcheur doit se conformer à la limite de prises quotidienne et remettre à l'eau tous les grands saumons. Chaque pêcheur doit enregistrer les captures de petits saumons et déclarer les remises à l'eau.

## Toponymie
Le toponyme de la zec est directement liée au toponyme de la rivière du même nom.
Le toponyme "Zec de la Rivière-Sainte-Marguerite" a été officialisé le 5 août 1982 à la Banque des noms de lieux de la Commission de toponymie du Québec.